# Jaime Pizarro
Jaime Pizarro   (Santiago de Xile, 2 de març de 1964) és un exfutbolista xilè de la dècada de 1980.
Fou 53 cops internacional amb la selecció de Xile.
Pel que fa a clubs, defensà els colors de Argentinos Juniors, Barcelona Sporting Club, Colo-Colo, UANL Tigres, Palestino i Universidad Católica.